# DR钻戒
DR钻戒（英語：Darry Ring，深交所：301177）是戴瑞珠宝旗下的独立运作的求婚钻戒品牌，目前在香港、北京、上海、广州、深圳以及巴黎等城市开设线下实体店。
其产品采用憑身份證訂製的实名模式，绑定身份ID、签订真爱协议，使用户一生仅能购买一次。